# دانشکده پزشکی دانشگاه جانز هاپکینز
دانشکده پزشکی دانشگاه جانز هاپکینز (به انگلیسی: Johns Hopkins University School of Medicine) دانشکده پزشکی دانشگاه جانز هاپکینز، یک دانشگاه پژوهشی خصوصی در بالتیمور، مریلند است. دانشکده پزشکی دانشگاه جانز هاپکینز در سال ۱۸۹۳ تأسیس شد و با بیمارستان جانز هاپکینز و مرکز کودکان جانز هاپکینز پردیس مشترکی دارد. این دانشکده پزشکی همواره از نظر تعداد/میزان کمک‌هزینه‌های تحقیقاتی در بین دانشکده‌های پزشکی برتر ایالات متحده رتبه‌بندی شده‌است.

## نگاه کلی
دانشکده پزشکی دانشگاه جانز هاپکینز در پردیس شرقی بالتیمور کنار دانشکده‌های بهداشت و پرستاری دانشگاه قرار گرفته‌است که مجموعاً به عنوان مؤسسه پزشکی هاپکینز شناخته می‌شوند.

## گروه‌های آموزشی و مراکز وابسته
- کودکان
- بیماری‌های داخلی
- جراحی
- فیزیولوژی
- طب اورژانس
- بیوشیمی
- ژنتیک و زیست‌شناسی مولکولی
- آسیب‌شناسی
- بیماری‌های پوست
- نوروساینس
- سرطان‌شناسی
- بیماری‌های زنان
- پژوهشگاه علوم بنیادین بیوشیمی

## برندگان جایزه نوبل
- کارول گریدر، ۲۰۰۹
- الویر اسمیتیز، ۲۰۰۷

## رنکینگ و رتبه‌بندی
دانشکده پزشکی دانشگاه جانز هاپکینز از زمان تأسیس همواره در رتبه‌های برتر دانشکده‌های پزشکی آمریکا قرار داشته‌است. این دانشگاه برای سالیان متمادی رتبهٔ اول مقدار و تعداد گرنت دریافت شده از مؤسسه ملی سلامت (به انگلیسی: National Institutes of Health) را دارا می‌باشد. بیمارستان جانز هاپکینز که بیمارستان آموزشی اصلی این دانشگاه می‌باشد برای ۲۲ سال متمادی رتبهٔ اول بیمارستانهای آمریکا را که توسط مؤسسه معتبر U.S. News & World Report انجام می‌گیرد بدست آورده‌است. در رتبه‌بندی دانشکده‌های پزشکی کشور در سال ۲۰۲۰، دانشکده پزشکی جانز هاپکینز رتبهٔ دوم U.S. News & World Report را در بین تمام دانشکده‌های پزشکی کشور پس از مدرسه پزشکی هاروارد بدست آورده‌است. تعداد زیادی از گروه‌های پزشکی و دپارتمان‌های این دانشگاه رتبه‌های برتر بهترین دپارتمان‌ها که توسط مؤسسهٔ U.S. News & World Reportهر ساله انجام می‌گیرد را بدست آورده‌اند. لیست رتبه‌بندی دپارتمان‌های برتر این دانشکده به این شرح است.
| نام دپارتمان                                           | رتبه  |
| ------------------------------------------------------ | ----- |
| دپارتمان بیهوشی ()                                     | اول   |
| دپارتمان پاتولوژی (Pathology)                          | اول   |
| دپارتمان داخلی (Internal Medicine)                     | اول   |
| دپارتمان رادیولوژی (Radiology)                         | اول   |
| دپارتمان جراحی (Surgery)                               | اول   |
| دپارتمان جراحی زنان و زایمان(Obstetric and Gynecology) | دوم   |
| دپارتمان روان‌پزشکی پزشکی (Psychiatry)                  | دوم   |
| دپارتمان کودکان (Pediatrics)                           | چهارم |